# Henri Van Halmaele
Henri Van Halmaele (né à Anvers le 28 février 1625 mort à Furnes le 19 avril 1676) est un ecclésiastique qui fut  évêque d'Ypres de 1671 à 1676.

## Biographie
Henri Van Halmaele nait à Anvers. Il est official et doyen de la cathédrale Notre-Dame d'Anvers lorsqu'il est nommé évêque d'Ypres en 1671 et reçoit ses bulles de confirmation le 12 septembre 1672 avant d'être consacré le mois suivant par l'archevêque de Malines.